# Statisztika Budapest
Statisztika Budapest is een Hongaarse tafeltennisclub uit Boedapest die werd opgericht in 1954. Met 25 toernooizeges in de European Club Cup of Champions bezit het de meest gelauwerde vrouwenafdeling van Europa in de twintigste eeuw. Van 1970 tot en met 2001 was het alleen in 1975, 1987 en 1988 afwezig in de finale van de Europa Cup I.
De vrouwen van Statisztika Budapest wonnen sinds hun oprichting veertig keer de nationale titel in Hongarije, waarvan de laatste keer in 2007. Vanwege financiële problemen ontbond het in 2008 haar vertegenwoordigende seniorenteam om met enkel jeugdspelers verder te gaan.

## Erelijst
- Winnaar European Club Cup of Champions: 1970 t/m 1974, 1976 t/m 1986, 1989 t/m 1991, 1994 t/m 1996 en 1999 t/m 2001, verliezend finalist 1992, 1993, 1997, 1998 en 2005
- Veertig keer Hongaars landskampioen vrouwen tot en met 2007

## Selectiespelers
Onder meer de volgende spelers speelden minimaal één wedstrijd voor het vertegenwoordigende team van Statisztika Budapest:
| - Li Bin - Tamara Boroš - Wang Chen - Vivien Ellö - Mária Fazekas - Chen Jing | - Henriette Lotaller - Judit Magos - Zita Molnár - Zsuzsa Oláh - Irina Palina - Szandra Pergel | - Georgina Pota - Gabriella Szabó - Krisztina Tóth - Li Jia Wei - Gabriella Wirth |